# Бангаш (племя)
Бангаш, бангиш или бангах (пушту بنګښ‎) — племя этнических пуштунов из рода карлани. Их традиционная родина, исторически известная как район Бангаш, простирается от Кохата до Талла и Спин Гара в Хайбер-Пахтунхва, Пакистан, а также в небольших частях Пактии, Афганистан. Бангаши также в большом количестве проживают в индийском штате Уттар-Прадеш, особенно в городе Фаррухабад, который был основан в 1714 году навабом Мухаммадом Ханом Бангашем.

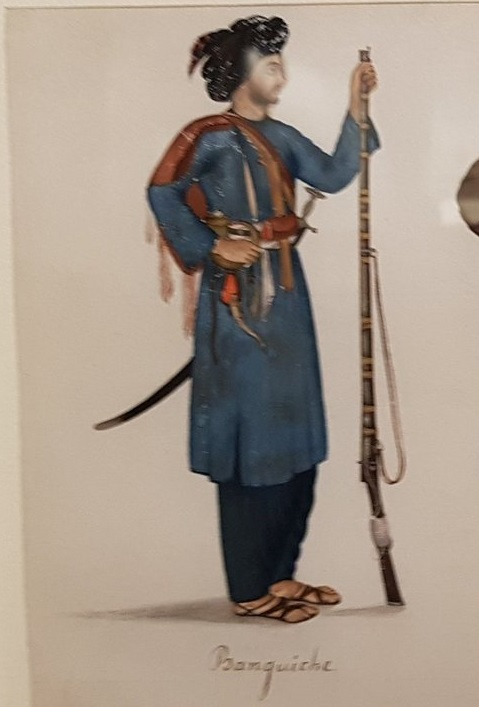
соплеменники племени бангаш

## Этимология
Согласно популярной народной этимологии, название Бангаш, Бангиш или Бангах происходит от бон-каш (بنکا), что в переводе с персидского означает «корень» или «разрушитель корней», подразумевая, что во время сражений бангаши не успокоятся, пока не уничтожат врага.

## Генеалогия
Согласно традиции, которая была отвергнута современными учеными как апокрифическая, племя Бангаш произошло от человека по имени Исмаил, который, как говорили, был губернатором Мултана. Средневековый эмират Мултан управлялся пуштунской династией Лоди из Мултана с 970-х годов до 1010 года, когда он был завоеван Махмудом из Газни. Согласно легенде, Исмаил переехал из Мултана, чтобы поселиться в Гардезе, Пактия, в то время как его жена была из Фармула в Ургуне, Пактика. Говорят, что у Исмаила было два сына, Гар и Самил, которые, как говорят, являются прародителями современных кланов Гари и Самилзай в Бангаше соответственно.

## История
В ранний современный период территория Бангаша была известна как район Бангаш. Бабур, тимуридский (а позже могольский) правитель Ферганы (на территории современного Узбекистана), захвативший Кабул в 1504 году, описал район Бангаш в своей «Бабур-наме» как один из 14 туманов провинции Кабул .

### Набеги Тимуридов

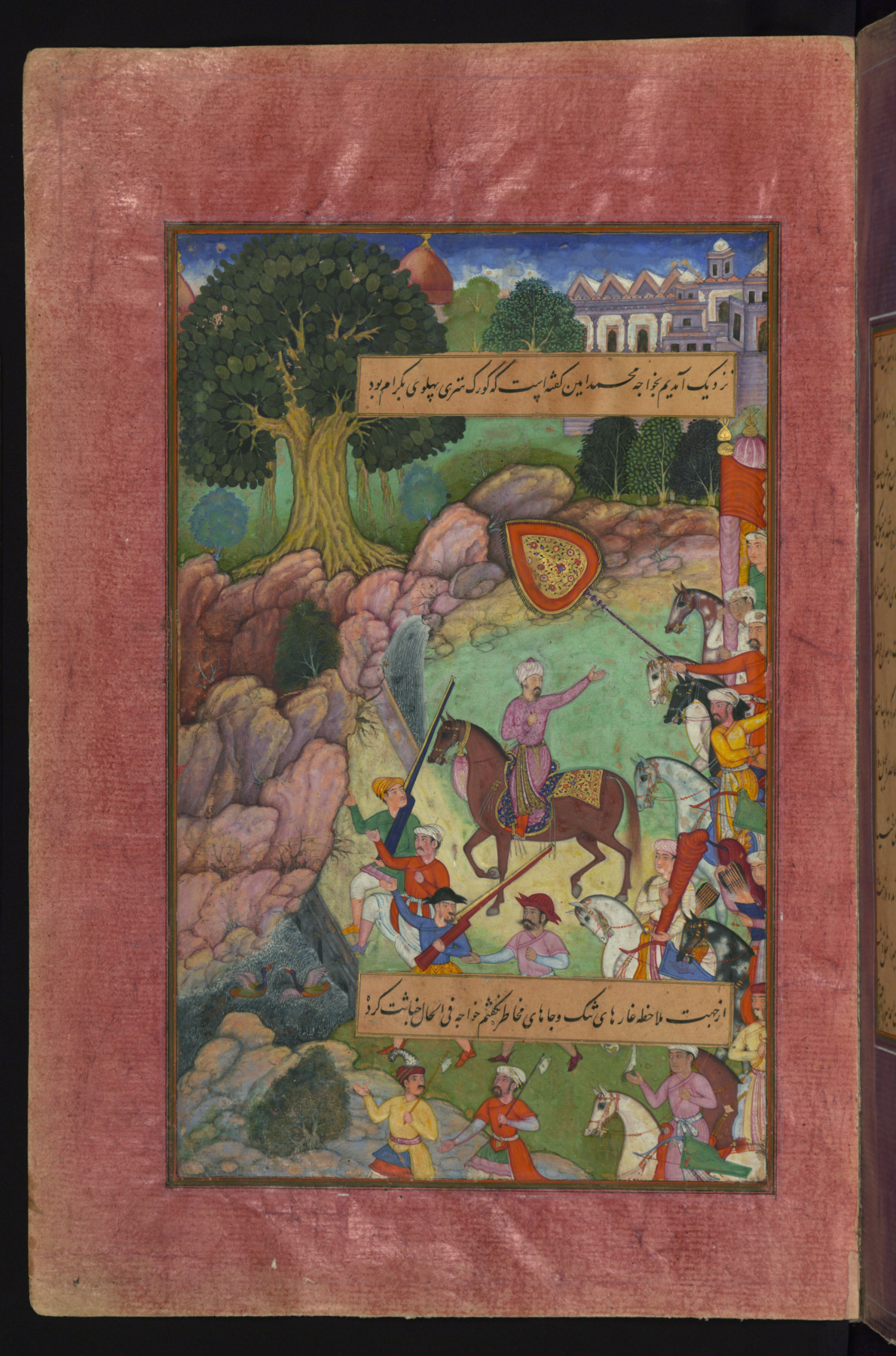
Бабур напал на Кохат в 1505 году

В 1505 году, после двухдневного разграбления Кохата, тимуридская армия Бабура двинулась на юго-запад, чтобы совершить набег на район Бангаш. Когда они достигли долины, окруженной горами между Кохатом и Хангу, бангашские пуштуны заняли холмы с обеих сторон, окружив армию. Тем не менее, Тимуриды успешно оттеснили пуштунов к близлежащему отдельно стоящему холму, после чего Тимуриды окружили их со всех сторон и овладели ими. Во время нападения было захвачено от 100 до 200 пуштунов, и в лагере Тимуридов был установлен столб из их голов.
На следующий день Бабур достиг Хангу, где бангашские пуштуны укрепили сангар на вершине холма. Армия Тимуридов немедленно захватила его и обезглавила еще от 100 до 200 пуштунов, установив еще одну башню из голов. Из Хангу армия Тимуридов двинулась к Таллу. Солдаты отправились грабить бангашских пуштунов по соседству. После этого Тимуриды прошли маршем от Бангаша до Банну на реке Куррам, где они установили свой третий столб из отрубленных голов.

### Движение Рошани
Во второй половине XVI века племя бангаш присоединилось к движению Рошани Пира Рошана, который вместе со своей семьей и несколькими своими учениками мигрировал из Вазиристана в Тиру. Рошани восстали против императора Великих Моголов Акбара, который постоянно посылал карательные экспедиции, чтобы подавить движение. После смерти Пира Рошана движение возглавил его младший сын Пир Джалала. В 1587 году Акбар направил против него сильное войско Великих Моголов в регион Бангаш. В 1599 году Пир Джалала захватил Газни, но моголы быстро отбили его. Пир Джалалу сменил его племянник Ахдад, который основал базу в Чархе, Логар, и несколько раз атаковал удерживаемые Моголами Кабул и Джелалабад в период с 1611 по 1615 год, но безуспешно. В 1626 году Ахдад погиб во время нападения моголов в Тире. В 1630 году, когда правнук Пир Рошана, Абдул Кадир, предпринял нападение на армию Великих Моголов в Пешаваре, в нем приняли участие тысячи пуштунов из племен бангаш, африди, мохманд, хешги, Юсуфзай и других. Рошани потерпели неудачу в нападении, но продолжали сопротивление Моголам на протяжении всего XVII века.
Хваджа Мухаммад Бангаш, принадлежавший к племени Бангаш, был известным пушту-суфийским поэтом и мистиком XVII века, связанным с движением Рошани.

### Бенгальская династия Каррани
Династия Каррани была основана в 1564 году Тадж Ханом Каррани, пуштуном из племени Карлани, родом из долины Куррам в округе Бангаш. Это была последняя династия, правившая Бенгальским султанатом. Тадж Хан Каррани ранее был сотрудником императора Сур-пуштунов Шер-Шаха Сури. Его столицей был город Гаур (в современном округе Малда, Западная Бенгалия, Индия). Ему наследовал его брат Сулейман хан Каррани (1566—1572), который перенес столицу из Гаура в Танду (также в районе Малда) в 1565 году. В 1568 году Сулейман-хан присоединил Ориссу к султанату Каррани. Власть Сулейман-хана простиралась от Куч-Бехара до Пури и от реки Сон до реки Брахмапутра.
25 сентября 1574 года империя Великих Моголов захватила столицу Каррани Танда. Битва при Тукарой, произошедшая 3 марта 1575 года, вынудила Дауда хана Каррани, последнего правителя Каррани, отступить в Ориссу. Битва привела к заключению Катакского договора, по которому Дауд уступил всю Бенгалию и Бихар, оставив за собой только Ориссу. Однако Дауд-хан позже вторгся в Бенгалию, провозгласив независимость от императора Великих Моголов Акбара. Нападение моголов на султанат Каррани закончилось битвой при Раджмахале 12 июля 1576 года, в ходе которой Дауд-хан был взят в плен, а затем казнен моголами. Однако пуштуны и местные землевладельцы, известные как Баро Бхуяны, во главе с Исой ханом продолжали сопротивляться вторжению Моголов. Позже, в 1612 году, во время правления Джахангира, Бенгалия была окончательно объединена в провинцию Великих Моголов.

### Бангаш, штат Фаррухабад

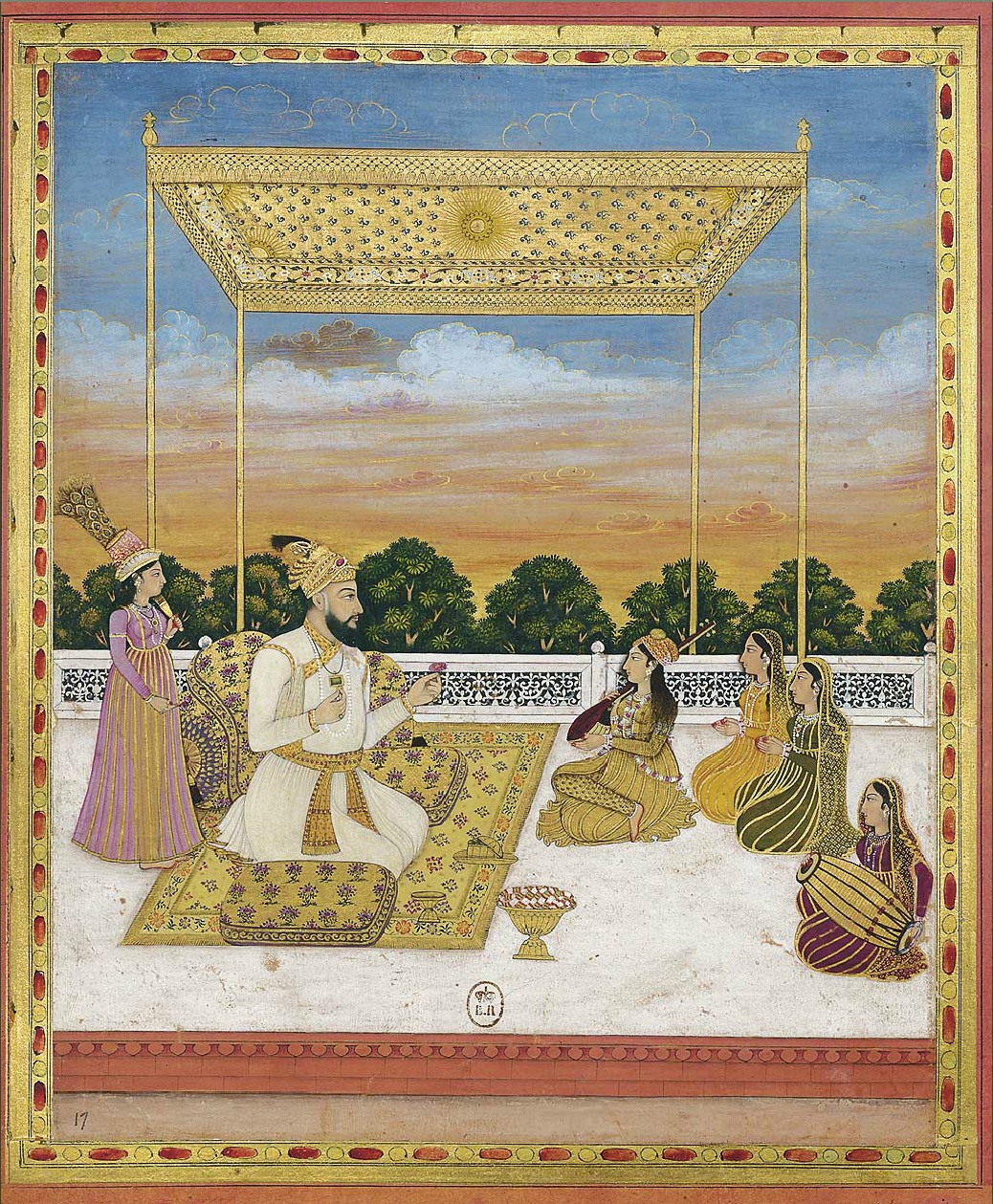
Мухаммад Хан Бангаш (1713—1743), первый наваб Фаррукхабада, Уттар-Прадеш, Индия

Мухаммад Хан Бангаш (1665—1743), принадлежавший к линии Кахазаи племени Бангаш, стал первым навабом Фаррукхабада в 1713 году в штате Уттар-Прадеш, Индия. Он назвал город в честь тогдашнего императора Великих Моголов Фаррух-Сияра. Бангашские навабы поощряли торговцев и банкиров приезжать и селиться в Фаррухабаде для развития коммерческой деятельности. Очень важным в этом отношении было создание Фаррухабадского монетного двора , который, помимо того, что был символом суверенитета, стимулировал импорт слитков и привлекал многочисленных банкиров для работы в городе. Превосходное качество фаррукхабадской валюты, как золотой, так и серебряной, было хорошо известно в восемнадцатом веке, поскольку она стала самой надежной и твердой валютой Северной Индии.
Ахмад Шах Дуррани (1747—1772), основатель афганской империи Дуррани, предпочитал монеты, изготовленные на монетном дворе Фаррухабада. Третий наваб Фаррухабада, Ахмад Хан Бангаш, принял участие в Третьей битве при Панипате в 1761 году и поддержал Ахмад Шаха Дуррани, чтобы победить маратхов. Потому что благодаря своей репутации торгового и финансового центра Фаррухабад начал привлекать новых пуштунских иммигрантов из Афганистана. Однако Фаррухабад, удерживаемый Бангашем, пострадал от резкого экономического и политического спада под руководством британской компании, потому что британские колониальные чиновники приказали закрыть знаменитый Фаррухабадский монетный двор и прекратить торговлю слитками в 1824 году в рамках своей политики централизации экономики Индии. Отмена монетного двора нанесла тяжелый удар по процветающей торговле зерном и ускорила денежный кризис в городских и сельских районах региона. Бангашские навабы продолжали править Фаррухабадом, пока не были разбиты англичанами при Каннаудже 23 октября 1857 года во время Индийского восстания 1857 года. Сегодня многие бангаши поселились в штате Уттар-Прадеш, особенно в Фаррухабаде.

### Княжество Бхопал

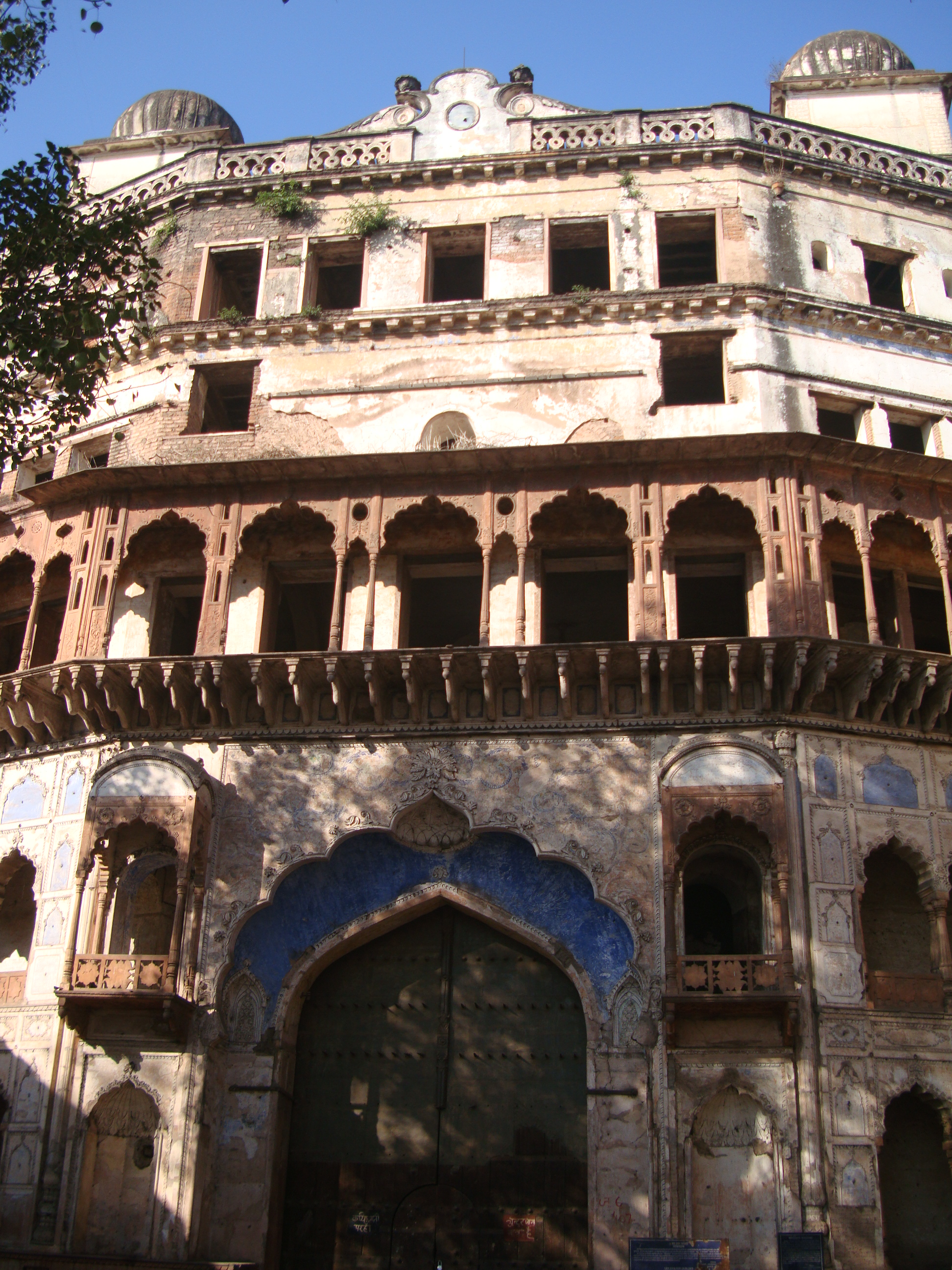
Дворец Тадж-Махал в Бхопале, построенный Шахом Джаханом Бегумом (1868—1901)

Племя оракзай исторически тесно связано с бангашами; их традиционная родина (округ Оракзай) была частью округа Бангаш. В 1723 году Дост Мохаммад Хан (1657—1728), принадлежавший к племени Оракзай и бывший наемником в армии Великих Моголов, основал княжество Бхопал на территории современного штата Мадхья-Прадеш в центральной Индии. После его смерти в 1728 году его потомки, навабы Бхопала, продолжили править государством. В период с 1819 по 1926 год государством управляли четыре женщины — бегумы Наваб — уникальные представители княжеской семьи тех дней. Третья Наваб Бегум из Бхопала,Шах Джахан Бегум (1868—1901) построила дворец Тадж-Махал в Бхопале в качестве своей резиденции.
Хамидулла Хан (1894—1960), последний суверенный наваб Бхопала (1926—1949), официально присоединил штат к Индии в 1949 году.

## Диалект пушту
Бангаши говорят на северном или «более жестком» варианте пушту, похожем на диалект африди, но немного отличающемся некоторыми лексикографическими и фонетическими особенностями.

## Религия
Большинство бангашей исповедуют ислам, разделенный почти поровну между двенадцатью мусульманами-шиитами и мусульманами-суннитами ханафитского толка. Бангаши, наряду с близкородственными оракзаи и турами, являются единственными пуштунскими племенами с многочисленным шиитским населением. Шиитские бангаши более сконцентрированы вокруг Верхнего Куррама и Хангу, в то время как суннитские бангаши более сконцентрированы вокруг Нижнего Куррама и Талла.
Среди бангашей в Хангу, Оракзае и Курраме есть небольшое меньшинство сикхов. Из-за продолжающегося мятежа в Хайбер-Пахтунхве, как и многие другие пуштунские племена, некоторые пуштунские сикхи были вынуждены покинуть свои родовые деревни и поселиться в таких городах, как Пешавар и Нанкана-Сахиб.